# Eva Amurri

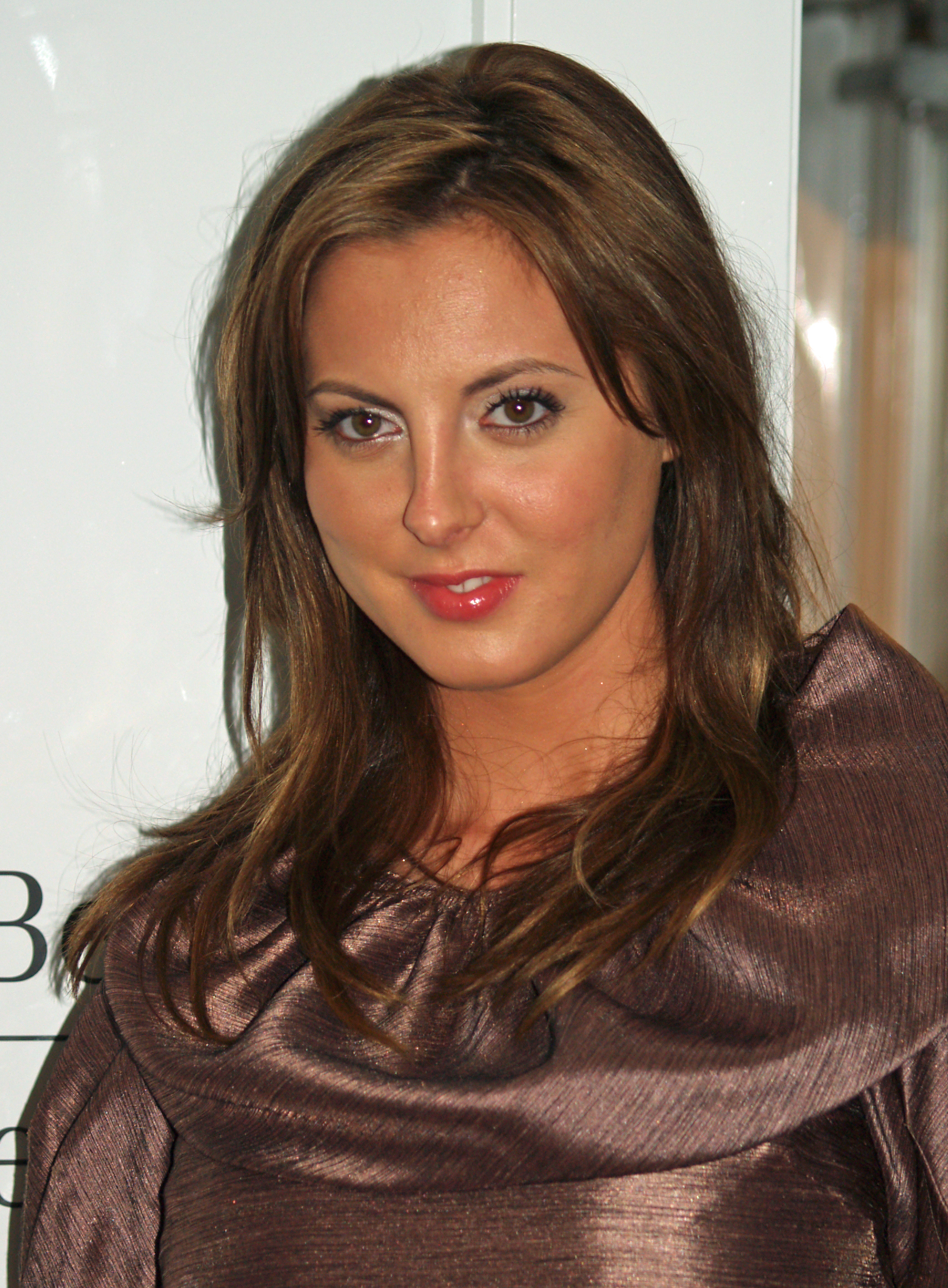
Eva Amurri bei der Mercedes-Benz Fashion Week 2008

Eva Maria Livia Amurri (* 15. März 1985 in New York City, New York) ist eine US-amerikanische Schauspielerin.

## Leben
Eva Amurri ist eine Tochter des italienischen Regisseurs Franco Amurri und der Schauspielerin Susan Sarandon. Ihr jüngerer Halbbruder ist der Schauspieler Miles Robbins. Amurri schloss im Jahr 2007 ihr Studium an der Brown University, mit Hauptfach Italian Studies, ab.
Amurri gab ihr Schauspieldebüt in der Politsatire Bob Roberts aus dem Jahr 1992. In der Komödie Made-Up (2002) von Tony Shalhoub übernahm Amurri eine der größeren Rollen. In der Komödie Groupies Forever (2002) spielte sie an der Seite von Goldie Hawn und Susan Sarandon. Für diese Rolle wurde sie 2003 mit dem Young Artist Award ausgezeichnet. In der Komödie Saved! – Die Highschool-Missionarinnen (2004) spielte sie neben Jena Malone, Mandy Moore und Macaulay Culkin. 2009 war Amurri an der Seite von David Duchovny in der Serie Californication zu sehen.
Am 29. Oktober 2011 heiratete Amurri den ehemaligen US-Fußballspieler Kyle Martino. Aus dieser Ehe stammen drei gemeinsame Kinder. Am 29. Juni 2024 heiratete sie in zweiter Ehe den Koch Ian Hock.

## Filmografie (Auswahl)
- 1992: Bob Roberts
- 1995: Dead Man Walking – Sein letzter Gang (Dead Man Walking)
- 1999: Überall, nur nicht hier (Anywhere But Here)
- 2001: Friends (Fernsehserie, Folge 7x15 The One with Joey’s New Brain)
- 2002: Made-Up
- 2002: Groupies Forever (The Banger Sisters)
- 2004: Saved! – Die Highschool-Missionarinnen (Saved!)
- 2007: Das Leben vor meinen Augen (The Life Before Her Eyes)
- 2007: Charlie Banks – Der Augenzeuge (The Education of Charlie Banks)
- 2008: Middle of Nowhere
- 2008: Animals - Das tödlichste Raubtier ist in Dir! (Animals)
- 2009: Californication (Fernsehserie, 9 Folgen)
- 2009, 2014: How I Met Your Mother (Fernsehserie, Folge 5x08 The Playbook und Folge 9x14 Slapsgiving 3: Slappointment in Slapmarra)
- 2010: Dr. House (House M.D., Fernsehserie, Folge 6x20 Im Nein liegt die Wahrheit)
- 2011: New Girl (Fernsehserie, Folge 1x08 Bad in Bed)
- 2012: Der Chaos-Dad (That's My Boy)
- 2012: Guys with Kids (Fernsehserie, Folge 1x02 Chris’ New Girlfriend)
- 2014: Undateable (Fernsehserie, 8 Episoden)
- 2014: The Secret Life of Marilyn Monroe (Miniserie)
- 2015: The Winklers (Fernsehfilm)
- 2016: Mütter & Töchter (Mothers and Daughters)
- 2022: Monarch (Fernsehserie)